# Ukrajinská fotbalová reprezentace
Ukrajinská fotbalová reprezentace reprezentuje Ukrajinu na mezinárodních fotbalových akcích, jako je mistrovství světa nebo mistrovství Evropy. První akcí, které se Ukrajina jako samostatný stát účastnila, byla kvalifikace na Mistrovství Evropy ve fotbale 1996. První zápas ukrajinská reprezentace odehrála 29. dubna 1992 proti Maďarsku. Jejími nejlepšími výsledky jsou čtvrtfinále mistrovství světa (2006) i Evropy (2020). Ke známým hráčům jejích dějin patří Andrij Ševčenko, držitel Zlatého míče a rekordman v počtu vstřelených branek za národní tým. Domácím hřištěm reprezentace je Národní sportovní komplex Olimpijskyj v Kyjevě.
Málo je známo, že Ukrajina měla vlastní reprezentační tým již v letech 1925–1935, v rámci Sovětského svazu. Vzhledem k mezinárodní izolaci Sovětského svazu tehdy hrály reprezentace jednotlivých svazových republik hlavně mezi sebou. 
Poté, co se Sovětský svaz zapojil do mezinárodního fotbalu, počínaje olympijskými hrami v Helsinkách roku 1952, ukrajinští fotbalisté pravidelně patřili k pilířům sovětské reprezentace a podíleli se zásadním způsobem je jejích úspěších. Ukrajinec Oleh Blochin je kupříkladu jak historicky nejlepším střelcem sovětské reprezentace, tak rekordmanem v počtu startů za ni. Ve finále mistrovství Evropy roku 1988 bylo mezi jedenácti sovětskými hráči na hřišti sedm Ukrajinců, včetně držitele Zlatého míče Ihora Belanova. Vedeni byli na lavičce dalším Ukrajincem, Valerijem Lobanovským.

## Mistrovství světa
Seznam zápasů ukrajinské fotbalové reprezentace na MS
| Rok    | Účast                                           | Soupisky |
| ------ | ----------------------------------------------- | -------- |
| 1998   | Nepostoupili z kvalifikace                      | –        |
| 2002   | Nepostoupili z kvalifikace                      | –        |
| 2006   | Vyřazení ve čtvrtfinále Itálií                  | Soupiska |
| 2010   | Nepostoupili z kvalifikace                      | –        |
| 2014   | Nepostoupili z kvalifikace                      | –        |
| 2018   | Nepostoupili z kvalifikace                      | –        |
| 2022   | Nepoustoupili z kvalifikace                     | –        |
| Celkem | účast – 1× zlato – 0×, stříbro – 0×, bronz – 0× |          |

## Mistrovství Evropy
Seznam zápasů ukrajinské fotbalové reprezentace na Mistrovství Evropy
| Rok    | Účast                                           | Soupisky |
| ------ | ----------------------------------------------- | -------- |
| 1996   | Nepostoupili z kvalifikace                      | –        |
| 2000   | Nepostoupili z kvalifikace                      | –        |
| 2004   | Nepostoupili z kvalifikace                      | –        |
| 2008   | Nepostoupili z kvalifikace                      | –        |
| 2012   | Nepostoupili ze skupiny                         | Soupiska |
| 2016   | Nepostoupili ze skupiny                         | Soupiska |
| 2020   | Vyřazení ve čtvrtfinále Anglií                  | Soupiska |
| 2024   | Nepostoupili ze skupiny                         | Soupiska |
| Celkem | účast – 3× zlato – 0×, stříbro – 0×, bronz – 0× |          |